# Коп вай

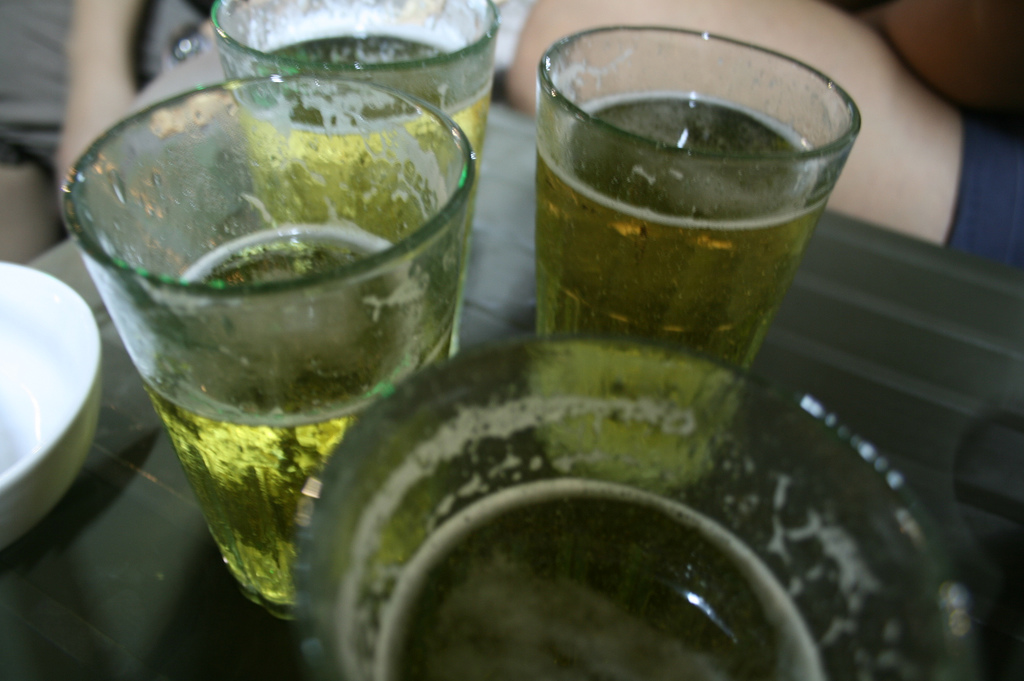
Копвай з пивом біахой

Коп вай (в'єт. cốc vại, де cốc «склянка» + vại «великий глиняний горщик») — це традиційний гранчак, розповсюджений у Ханої та навколо нього. Коп вай — неодмінний атрибут споживання місцевого сорта пива біахой, які не можна уявити одне без одного.

Через те, що склянки виробляються вручну, всі вони дещо відрізняються формою і відтінками від прозорого до блакитно-зеленого; в стінках трапляється безліч маленьких бульбашок повітря, що не встигло вийти при застиганні.

## Історія
До 1976 року у жителів Ханоя не було якоїсь особливої склянки для пиття біахой. Через післявоєнний брак ресурсів у державі один-єдиний завод у Ханої не міг забезпечити містян необхідним. Тому на замовлення партії митець Ле Гуі Ван (Lê Huy Văn) спроєктував велику склянку, яка вміщала 0,5 літра пива, що і стало причиною його назви «vại». Склянка мала товсте дно, щоб впевнено стояти на пластикових табуретах, і вертикальні грані, щоб не скочувалась зі стола та для зручного захоплення. Цей дизайн швидко став улюбленим способом подачі біахой у столиці В'єтнаму не тільки через його зручність у використанні, але й через його доступність — лише 6,500 Đ (US$0,25) за склянку в оптовому продажу (на момент 2018 р).

## Цікаві факти
- Гранчаки копвай і досі виготовляються з переробленого скла трьома сім'ями в селі Шой Чі (Xối Trì) в провінції Нам Дінь (86 км від Ханоя). Щоденно село виробляє до 1500 штук.

- Цей легендарний келих отримав свою назву cốc vại через його великий об'єм у півлітра, але пізніше він був зменшений до 330 мл для більшої зручності.

- Оскільки виробництво знаходиться неподалік і використовує вторинну сировину, у тому числі і розбиті склянки, — то в якомусь сенсі ці склянки є безсмертними.

- У 2010 році Hanoi Beer Trading Company (HABECO) представила кухлі нового дизайну — більш технологічні та вишукані. Очікувалося, що у 2011 році їх буде вироблено у кількості до 75000 штук, але попит на них був дуже малий через низьку довіру споживачів до нових стаканів.[3]